# Jim O'Rourke
Jim O'Rourke, född 18 januari 1969 i Chicago, Illinois, är en amerikansk musiker och producent. Han har producerat skivor av bland andra Wilco, Sonic Youth och Stereolab. Tillsammans med Jeff Tweedy och Glenn Kotche har han bandet Loose Fur. Han var under tidigt 2000-tal medlem i Sonic Youth och medverkade på två av deras studioalbum. Han har också släppt många album som soloartist.

## Soloalbum på skivbolaget Drag City
- 1997 – Bad Timing
- 1999 – Eureka
- 1999 – Halfway to a Threeway EP
- 2001 – Insignificance
- 2009 – The Visitor
- 2015 – Simple Songs